# Virectaria multiflora
Virectaria multiflora är en måreväxtart som först beskrevs av James Edward Smith, och fick sitt nu gällande namn av Cornelis Eliza Bertus Bremekamp. Virectaria multiflora ingår i släktet Virectaria och familjen måreväxter. Inga underarter finns listade i Catalogue of Life.